# Pustosznowo
Pustosznowo (ros. Пустошново) – wieś w Rosji, w rejonie mieżdurieczeńskim obwodu wołogodzkiego. W 2010 r. liczyła 5 mieszkańców.